# 7457 Veselov
7457 Veselov este un asteroid din centura principală de asteroizi.

## Descriere
7457 Veselov este un asteroid din centura principală de asteroizi. A fost descoperit pe 16 septembrie 1982 la Observatorul astrofizic din Crimeea de Liudmila Cernîh. Asteroidul prezintă o orbită caracterizată de o semiaxă mare de 2,74 ua, o excentricitate de 0,08 și o înclinație de 5,4° în raport cu ecliptica.